# 856 Backlunda
Backlunda (asteróide 856) é um asteróide da cintura principal, a 2,1471046 UA. Possui uma excentricidade de 0,118446 e um período orbital de 1 388,33 dias (3,8 anos).
Backlunda tem uma velocidade orbital média de 19,08493067 km/s e uma inclinação de 14,31039º.
Esse asteróide foi descoberto em 3 de Abril de 1916 por Sergei Belyavsky. Sua denominação homenageia o astrônomo Oskar Backlund.